# Сборная Ботсваны по футболу
Сбо́рная Ботсва́ны по футбо́лу представляет Ботсвану в международных матчах и турнирах по футболу. Управляющая организация — Ботсванская футбольная ассоциация. Сборная Ботсваны никогда не принимала участия в финальных частях чемпионата мира, а на Кубке африканских наций дебютировала только в 2012 году.

## История
Сборная Ботсваны трижды участвовала в отборочных турнирах к чемпионатам мира, сыграла 18 матчей, из которых в 4-х одержала победу, в 12-ти проиграла и дважды завершала матчи вничью. Начиная с отборочной кампании 1994 года, «Зебры» постоянно принимали участие в отборочных турнирах к Кубку Африканских Наций, однако пробиться в финальную часть Кубка Африканских Наций им никак не удавалось. Поворотным моментом стала отборочная кампания к Кубку Африканских Наций 2012 — южноафриканская сборная досрочно заняла первое место в отборочной группе, дважды обыграв главного претендента на выход из группы — «Орлов Карфагена», и впервые оформив путёвку на главный континентальный турнир. Помимо этого, сборная Ботсваны постоянно участвует в региональном турнире — Кубке КОСАФА — чемпионате Южной Африки, который ежегодно разыгрывается с 1997 года. Наивысшее достижение команды в этом соревновании — полуфиналы в розыгрышах 2006 и 2007 годов.

## Чемпионат мира
- 1930 — 1990 — не принимала участия
- 1994 — не прошла квалификацию
- 1998 — не принимала участия
- 2002 — 2022 — не прошла квалификацию

## Кубок африканских наций
- 1957 — 1992 — не принимала участия
- 1994 — 2010 — не прошла квалификацию
- 2012 — групповой этап
- 2013 — не прошла квалификацию
- 2015 — не прошла квалификацию
- 2017 — не прошла квалификацию
- 2019 — не прошла квалификацию
- 2021 — не прошла квалификацию
- 2023 — не прошла квалификацию

## Достижения сборной
• Кубок КОСАФА 
 Финалист: 2019 

• Кубок африканских наций 
 Групповой этап: 2012

## Известные игроки
- Дипси Селолване

## Форма

### Домашняя
| 2011 | 2014 | 2019—2020 | 2021—2023 | 2023—н. в. |

### Гостевая
| 2011 | 2014 | 2019—2020 | 2021—2023 | 2023—н. в. |

### Резервная
| 2011 | 2019—2020 | 2021—2023 | 2023—н. в. |

Источники:,